# Mikołaj z Chrzanowa
Mikołaj z Chrzanowa (* um 1485 in Chrzanów; † 1562 in Krakau) war ein polnischer Organist und Komponist.
Mikołaj z Chrzanowa studierte ab 1507 an der Krakauer Universität und erhielt hier 1513 den Grad eines Bakkalaureus. Von 1518 bis zu seinem Tod war er Organist und Chorleiter an der Wawel-Kathedrale. Es wird angenommen, dass Mikołaj Gantkowicz und Mikołaj Bętkowski, die (für 1520–21 bzw. 1550) als Wawel-Organisten erwähnt werden, mit ihm identisch sind. Ab 1546 war er außerdem Klavichordspieler am Hof des Königs Sigismund II. August. Von seinen Werken hat sich nur die vierstimmige Motette Protexisti me Deus erhalten. Sie ist in einer Orgelbearbeitung, versehen mit der Signatur N. Ch., in der Tabulatur des Jan z Lublina überliefert.